# Yr Wyddfa
Yr Wyddfa (walisisk: Yr Wyddfa, engelsk: Snowdon) er det højeste bjerg i Wales. Det har en højde på 1085 m, og det er det højeste punkt på De Britiske Øer uden for det skotske højland. Det ligger i Eryri National Park (Parc Cenedlaethol Eryri) i Gwynedd (historiske county i Caernarfonshire).
Det er det travleste bjerg i Storbritannien
og den tredje mest besøgte attraktion i Wales; i 2019 blev det besøgte af 590.984 vandrere, og yderligere 140.000 personer besøgte det med tog.
Det er et nationalt naturreservat på grund af sin sjældne flora og fauna.